# Reichsgau Niederdonau
12 mars 1938 – 8 mai 1945
Entités précédentes :
- Tchécoslovaquie
Burgenland
Basse-Autriche

Entités suivantes :
- Tchécoslovaquie
Burgenland
Basse-Autriche

Le Reichsgau Bas-Danube (en allemand : Reichsgau Niederdonau) était une division administrative de l'Allemagne nazie, composée des régions de la Basse-Autriche, du Burgenland, des parties sud-est de la Bohême, des parties sud de la Moravie, plus tard élargies avec les villes de Devín et Petržalka. Cette entité n'exista qu'entre 1938 et 1945.

## Histoire
Le système nazi des Gau (pluriel Gaue) est initialement établi lors d'une conférence du parti le 22 mai 1926, afin d'améliorer l'administration de la structure du parti. À partir de 1933, après la prise du pouvoir par les nazis, le Gau remplace de plus en plus les États allemands en tant que subdivisions administratives en Allemagne.  
Le 12 mars 1938, l'Allemagne nazie annexe l'Autriche et le 24 mai, les provinces autrichiennes sont réorganisées et remplacées par sept Gaue du parti nazi. En vertu de la loi Ostmarkgesetz du 14 avril 1939 avec effet au 1er mai, les Gaue autrichiens sont élevées au statut de Reichsgaue et leurs Gauleiters sont ensuite nommés Reichsstatthalters. 
À la tête de chaque Gau se tenait un Gauleiter, une position qui est devenue de plus en plus puissante, surtout après le déclenchement de la Seconde Guerre mondiale. Les Gauleiters locaux étaient chargés de la propagande et de la surveillance et, à partir de septembre 1944, du Volkssturm et de la défense du Gau,.  
Le poste de Gauleiter dans le Bas-Danube est occupé par Hugo Jury pendant toute la durée de l'existence du Gau,.

## Divisions administratives
Les divisions administratives du Gau: 

### Quartiers urbains /Stadtkreise
1. Ville de Krems
2. Ville de Sankt Pölten
3. Ville de Wiener Neustadt

### Districts ruraux /Landkreise
1. Landkreis Amstetten
2. Landkreis Baden
3. Landkreis Bruck an der Leitha
4. Landkreis Eisenstadt
5. Landkreis Gänserndorf
6. Landkreis Gmünd
7. Landkreis Hollabrunn
8. Corne du Landkreis
9. Landkreis Korneuburg
10. Landkreis de Krems
11. Landkreis Lilienfeld
12. Landkreis Melk
13. Landkreis Mistelbach an der Zaya
14. Landkreis Neubistritz
15. Landkreis Neunkirchen à Niederdonau
16. Landkreis Nikolsbourg
17. Landkreis Oberpullendorf
18. Landkreis Sankt Pölten
19. Landkreis Scheibbs
20. Landkreis Tulln
21. Landkreis Waidhofen an der Thaya
22. Landkreis Wiener Neustadt
23. Landkreis Znaïm
24. Landkreis Zwettl